# L'esule di Granata
Représentations notables
- septembre 1826, Florence

Personnages
- Almanzor, émir de Grenade (mezzo-soprano)
- Azema, jeune princesse fiancée à Almanzor (soprano)
- Sulemano, ancien émir de Grenade et père d’Azema (basse)
- Alamar, chef des Zégris (ténor)
- Alì, officier d’Alamar (ténor)
- Omar, chef des Abencérages (basse)
- Fatima, confidente d’Azema (soprano)
- Zégris, Abencérages, imams, servantes, gens du peuple, soldats (chœur)

Airs
O ! come rapida : air d’Almanzor au second acte

Sì, mel credi : duo Almanzor-Sulemano au second acte
L’esule di Granata (« L’exilé de Grenade »)  est le huitième opéra composé par Giacomo Meyerbeer, et son cinquième opéra composé pour un théâtre italien. Avec cette œuvre, Meyerbeer poursuit sa collaboration avec le « premier librettiste italien de l’époque », Felice Romani. La création eut lieu à La Scala de Milan le 12 mars 1822.

## Sujet
Le sujet est emprunté au roman poétique de Jean-Pierre Claris de Florian, Gonzalve de Cordoue, ou Grenade reconquise (1791), dont Etienne de Jouy avait déjà tiré un livret pour l’opéra de Luigi Cherubini, Les Abencérages, ou L’Étendard de Grenade (1813). Il décrit les rivalités entre les Abencérages et les Zégris, deux tribus maures dont les querelles contribuèrent à la chute du royaume de Grenade (1238-1492).
Le livret est très éloigné de la vérité historique. Ainsi, dans l’opéra, Boabdil, chef des Zégris, est censé avoir détrôné le chef des Abencérages (Sulemano) et avoir fait exécuter toute sa famille (à l’exception de sa fille Azema, miraculeusement épargnée). À la mort de Boabdil, le pouvoir revient à son fils, Almanzor, qui souhaite réconcilier les deux factions rivales en épousant Azema.
En fait, le véritable Boabdil a détrôné son propre père et sera le dernier émir de Grenade, après avoir été vaincu en 1492 par les troupes catholiques de Ferdinand II et d’Isabelle Ire de Castille. Aucun de ses deux fils (prénommés Ahmed et Yusef) ne règnera.

## Argument
L’action de l’opéra se déroule à Grenade, vers 1490.

### Acte I

#### Scène 1
Berges d’une rivière près des jardins de l’Alhambra, en face d’une mosquée, à l’aube.
Alamar, ancien compagnon d’armes de l’émir Boabdil, rejette la politique de réconciliation menée par Almanzor et conspire avec d’autres membres de la tribu des Zégris pour renverser et assassiner ce dernier.
Le jour se lève et une procession (dans laquelle se trouve Azema) se dirige vers la mosquée pour prier pour qu’Almanzor soit victorieux des troupes catholiques. C’est à cet instant qu’arrive Omar, chef des Abencérages, porteur de bonnes nouvelles : Almanzor est vainqueur et sera de retour le jour même. Une cérémonie est alors organisée au cours de laquelle Azema devra couronner Almanzor des lauriers des vainqueurs. Omar note qu’Alamar ne semble pas partager la joie générale, les deux hommes se quittant en échangeant des propos menaçants.
Un pauvre vagabond arrive alors : c’est Sulemano, ancien émir de Grenade chassé par le père d’Almanzor, qui revient au palais afin d’obtenir confirmation des rumeurs selon lesquelles sa fille Azema serait toujours vivante. Il rencontre alors Fatima, confidente d’Azema, qui non seulement lui confirme l’information, mais lui apprend également qu’Azema va bientôt épouser Almanzor. Sulemano est horrifié à l’idée que sa fille puisse se marier avec le fils de celui qui a exterminé toute sa famille.
Sans révéler son identité, Sulemano interpelle Azema qui ne le reconnaît pas et lui rappelle le massacre de sa famille par les Zégris. Azema, troublée, se retire, mais Sulemano obtient de Fatima de pouvoir revoir en tête la tête la jeune princesse avant la fin de la journée.

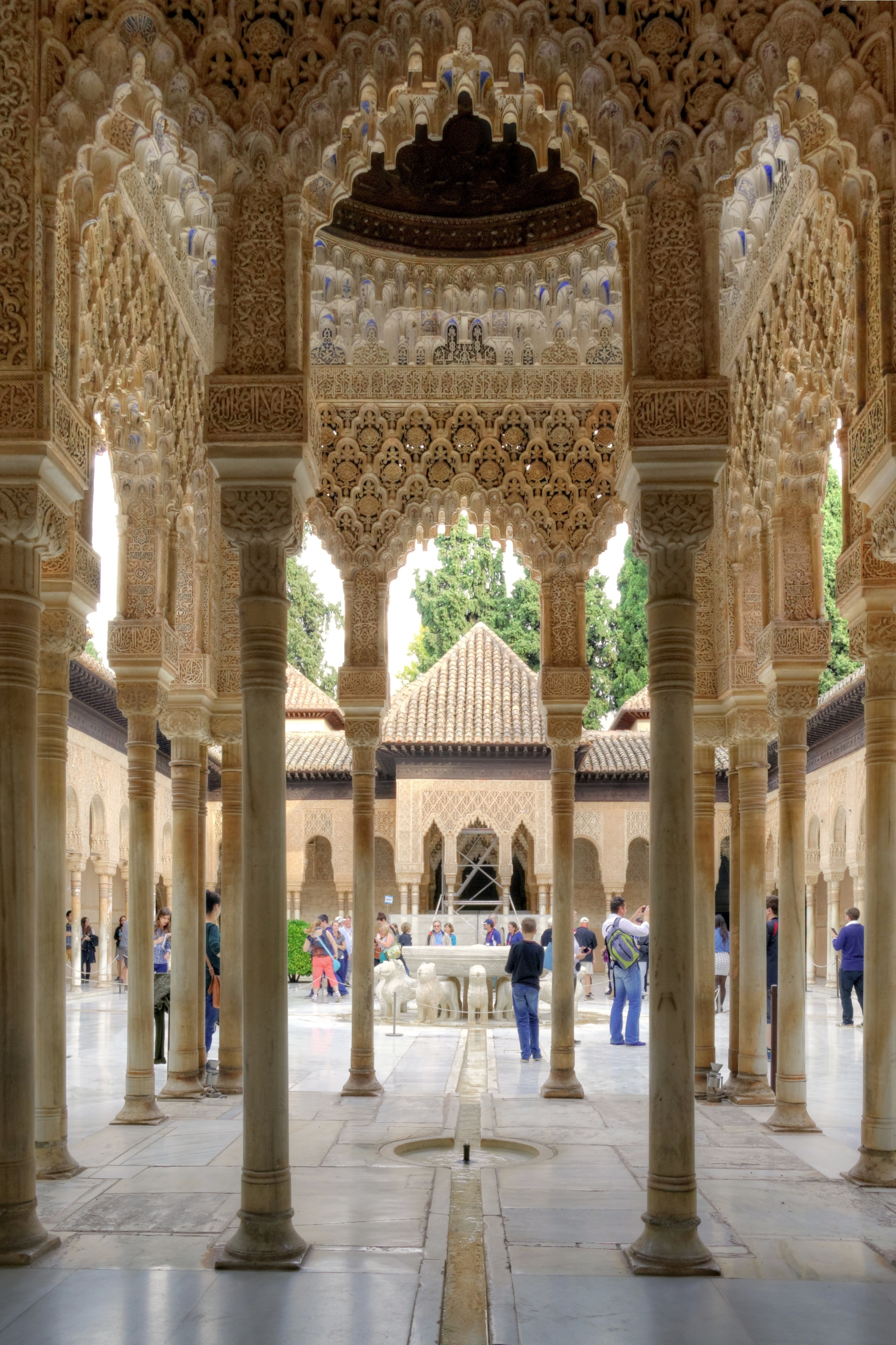
La cour des Lions

#### Scène 2
La salle du trône du palais de l’Alhambra.
En présence de toute la cour, Azema couronne Almanzor. À la fin de la cérémonie, les deux jeunes gens se réjouissent à l’idée d’être bientôt mariés.

#### Scène 3
La cour des Lions à l’Alhambra.
Comme convenu, Azema retrouve Sulemano qui lui révèle être son père et lui reproche amèrement d’épouser un membre des Zégris. Il menace même de tuer Almanzor s’il constate que sa fille ne renonce pas à ce mariage.
C’est à ce moment que surgit Almanzor qui vient chercher Azema pour les noces. La jeune fille, terrorisée par les menaces de son père, a beaucoup de mal à cacher son trouble (trio « I tuoi sospir gli svegliano »).
La cérémonie du mariage commence. Lorsqu’elle voit son père mettre la main sur sa dague pour tuer Almanzor, Azema, au comble de la terreur, refuse d’épouser Almanzor. Celui-ci demande des explications mais Azema reste silencieuse. Alamar en profite pour attiser la haine entre Abencérages et Zégris.

### Acte II

#### Scène 1
Les berges d’une rivière près de l’Alhambra.
Omar vient annoncer d’heureuses nouvelles à un groupe de jeunes gens et de jeunes filles qui se lamentent de l’annulation du mariage : Azema a justifié son refus de se marier en prétendant qu’elle avait reçu de mauvaises nouvelles de son père. Le compréhensif Almanzor lui a aussitôt pardonné et le mariage n’est que reporté.
Alamar est furieux que la réconciliation entre Abencérages et Zégris puisse finalement avoir lieu. Il confie à Alì avoir rendez-vous avec un homme qui semble haïr Almanzor au moins autant que lui. Cet homme n’est autre que Sulemano qui confirme effectivement qu’il est prêt à tuer l’émir de Grenade. Alamar fera donc entrer Sulemano dans le palais de l’Alhambra dès la nuit tombée. Alì, le second d’Alamar, réprouve cependant ces méthodes et décide de révéler le complot à Almanzor.

#### Scène 2
Les jardins de l’Alhambra, la nuit.
Azema est anxieuse et se demande quelle sera la réaction de son père lorsqu’il apprendra qu’elle n’a fait que différer son mariage avec Almanzor (air « Vieni nel sonno, amor »).
Fatima introduit alors Alì qui révèle la tentative d’assassinat imaginée par Alamar. Alors qu’Azema prend la tête d’une troupe de guerriers abencérages pour déjouer le complot, Almanzor arrive et interroge Alì pour obtenir plus de détails sur l’identité des meurtriers. Azéma reconnaît immédiatement son père à la description fournie par Alì. Le trouble de la jeune fille n’ayant pas échappé à Almanzor, il lui demande des explications et Azema finit par avouer que l’assassin n’est autre que son père. Almanzor ordonne alors de laisser venir Sulemano jusqu’à lui.

#### Scène 3
La salle du trône du palais de l’Alhambra.
Alamar indique à Sulemano où se trouve la chambre de l’émir afin qu’il puisse le frapper dans son sommeil, puis quitte le palais.
Profitant de l’obscurité pour ne pas être reconnu, Almanzor, déguisé en guerrier abencérage, prévient Sulemano qu’il connaît son identité et son projet d’assassinat. Il se dit être mandaté par Almanzor pour proposer à Sulemano de mettre fin à ces querelles sanglantes et de vivre enfin en paix. Sulemano se dit prêt à abandonner son projet si on le laisse partir avec sa fille. Almanzor répond que l’émir préfère renoncer à son trône plutôt qu’à Azema (duo « Sì, mel credi »).
Sulemano finit par reconnaître Almanzor et sort sa dague pour le tuer. Les gardes surgissent alors et enchaînent Sulemano, tandis qu’Almanzor le prévient qu’il ne fera preuve d’aucune pitié à son égard.
Omar demande alors à Fatima de prévenir Azema de ce qui vient de se passer.

#### Scène 4
La cour des Lions, à l’aube.
Almanzor attend la décision des juges de la Haute Cour concernant Sulemano et regrette que la situation se soit détériorée à ce point (air « Oh ! come rapida »).
Omar vient annoncer que la sentence de mort a été prononcée. Azema implore la clémence pour son père. Almanzor déclare alors qu’il pardonne à tous les comploteurs et que Sulemano peut partir librement avec sa fille. Touché par tant de générosité, Sulemano finit par consentir au mariage de sa fille avec Amanzor et tous célèbrent la victoire du pouvoir de l’amour.

## Genèse

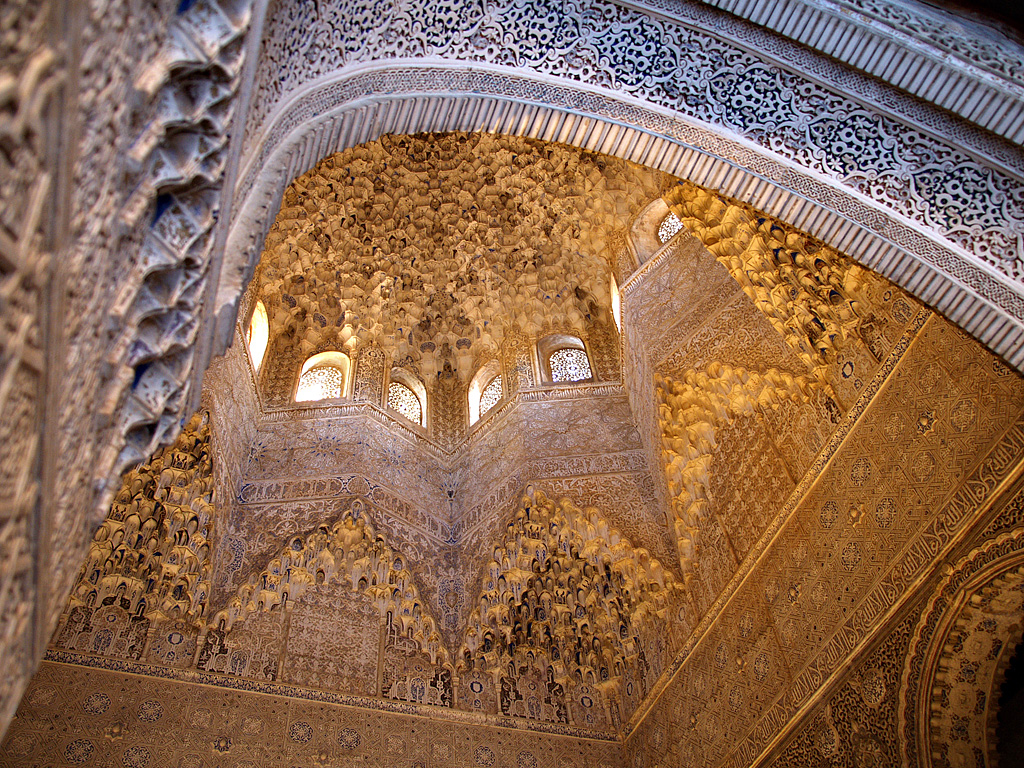
Salle des Abencérages à l’Alhambra, où l’émir Boabdil aurait fait massacrer trente-six membres de cette tribu après les avoir invités à dîner.

Le 15 décembre 1820, juste quelques semaines après la création de Margherita d'Anjou, Meyerbeer signe avec Giovanni Paterni, l’impresario du Teatro Argentina de Rome un contrat pour composer un nouvel opéra sur un livret de Gaetano Rossi. Intitulé Almanzore, cet opéra doit être créé à la fin du mois de février 1821. Cependant, alors que la partition semble être presque achevée, l’opéra ne sera jamais représenté. Carolina Bassi qui devait interpréter le premier rôle tombe malade, de même que Meyerbeer. Aucune date n’est prévue pour de nouvelles représentations et les décors et costumes qui avaient déjà été confectionnés sont réutilisés pour la création de l’opéra Zoraida di Granata de Gaetano Donizetti en 1822.
Felice Romani pourrait avoir adapté le livret de Rossi pour le nouvel opéra que Meyerbeer doit composer pour La Scala de Milan. À l’appui de cette thèse, R. Letellier observe que le nom de Romani ne figure pas sur le texte imprimé à l’époque, ce qui pourrait signifier que le librettiste, n’ayant fait que reprendre le travail d’un autre, ne se considérait pas comme le véritable auteur du livret. Cependant, A. Schuster cite une lettre de Rossi à Meyerbeer datée de juillet 1823 dans laquelle le librettiste évoque la possibilité de reprendre le livret d’Almanzore, suggérant ainsi que les deux textes étaient relativement différents.
Pour G. Loomis, de nombreux passages de L’esule di Granata (à commencer par son introduction) apportent la preuve que Meyerbeer a atteint une maîtrise des effets scéniques bien avant que ne démarre sa collaboration avec Scribe.

## Création
La création ne recueille qu’un succès mesuré, malgré une distribution brillante. Le premier acte est accueilli sans chaleur et il faut attendre le duo Almanzor-Sulemano du second acte pour qu’éclatent des applaudissements spontanés.
En outre, l’opéra est représenté si tardivement dans la saison qu’il ne sera donné que neuf fois. Par la suite, l’opéra ne sera repris qu’à Florence en 1826. Des représentations sont prévues à Londres en mai 1829, mais elles seront annulées à la suite du décès du fils de Meyerbeer, Alfred, à l’âge de cinq mois et demi.
La partition ne sera jamais publiée, la maison d’édition Ricordi se contentant de diffuser, peu après la création, cinq numéros de l’opéra.
La brève carrière théâtrale de l’opéra pourrait avoir incité Meyerbeer à puiser abondamment dans cette œuvre pour composer de nouveaux opéras, à commencer par celui qui le suit immédiatement, Il crociato in Egitto. Mais d’autres emprunts à L’esule ont été identifiés dans Robert le Diable, Le Prophète, Le Pardon de Ploërmel et même L'Africaine.

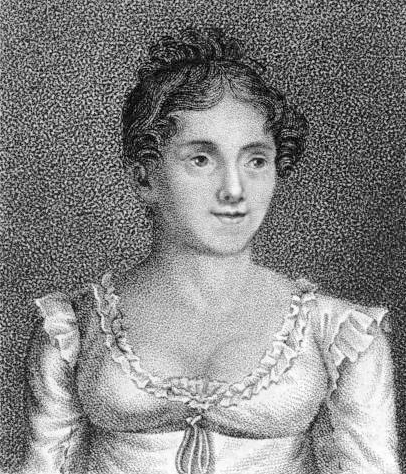
Benedetta Rosamunda Pisaroni, créatrice du rôle d’Almanzor.

## Interprètes de la création
| Rôle     | Tessiture     | Distribution de la création, 1822 (Chef d’orchestre: Giacomo Meyerbeer) |
| -------- | ------------- | ----------------------------------------------------------------------- |
| Almanzor | mezzo-soprano | Benedetta Rosamunda Pisaroni                                            |
| Azema    | soprano       | Adelaide Tosi                                                           |
| Sulemano | basse         | Luigi Lablache                                                          |
| Alamar   | ténor         | Berardo Calvari Winter                                                  |
| Omar     | basse         | Lorenzo Biondi                                                          |
| Ali      | ténor         | Carlo Siber                                                             |
| Fatima   | soprano       | Carolina Sivelli                                                        |

## Discographie
Seuls des extraits de L’esule di Granata ont été enregistrés :
- 2004 – Manuela Custer, Laura Claycomb, Mirco Palazzi, Paul Austin Kelly, Brindley Sherratt, Ashley Catling – Academy of St Martin in the Fields - Giuliano Carella – Opera Rara ORR234 (CD)[5]

On pourra également entendre le duo du second acte « Sì, mel credi » dans le CD :
- Meyerbeer in Italy, extraits des six opéras italiens composés par Meyerbeer et interprétés par Yvonne Kenny, Bruce Ford, Diana Montague, Chris Merritt, Della Jones, Alastair Miles, l'orchestre Philharmonia et le Royal Philharmonic Orchestra sous la direction de David Parry – Opera Rara ORR222 (CD)